# Кайзер (місячний кратер)
Кра́тер Ка́йзер (лат. Kaiser) — великий метеоритний кратер у південній півкулі видимого боку Місяця. Назву присвоєно на честь нідерландського астронома Фредеріка Кайзера (1808—1872) й затверджено Міжнародним астрономічним союзом у 1935 році.

## Опис кратера

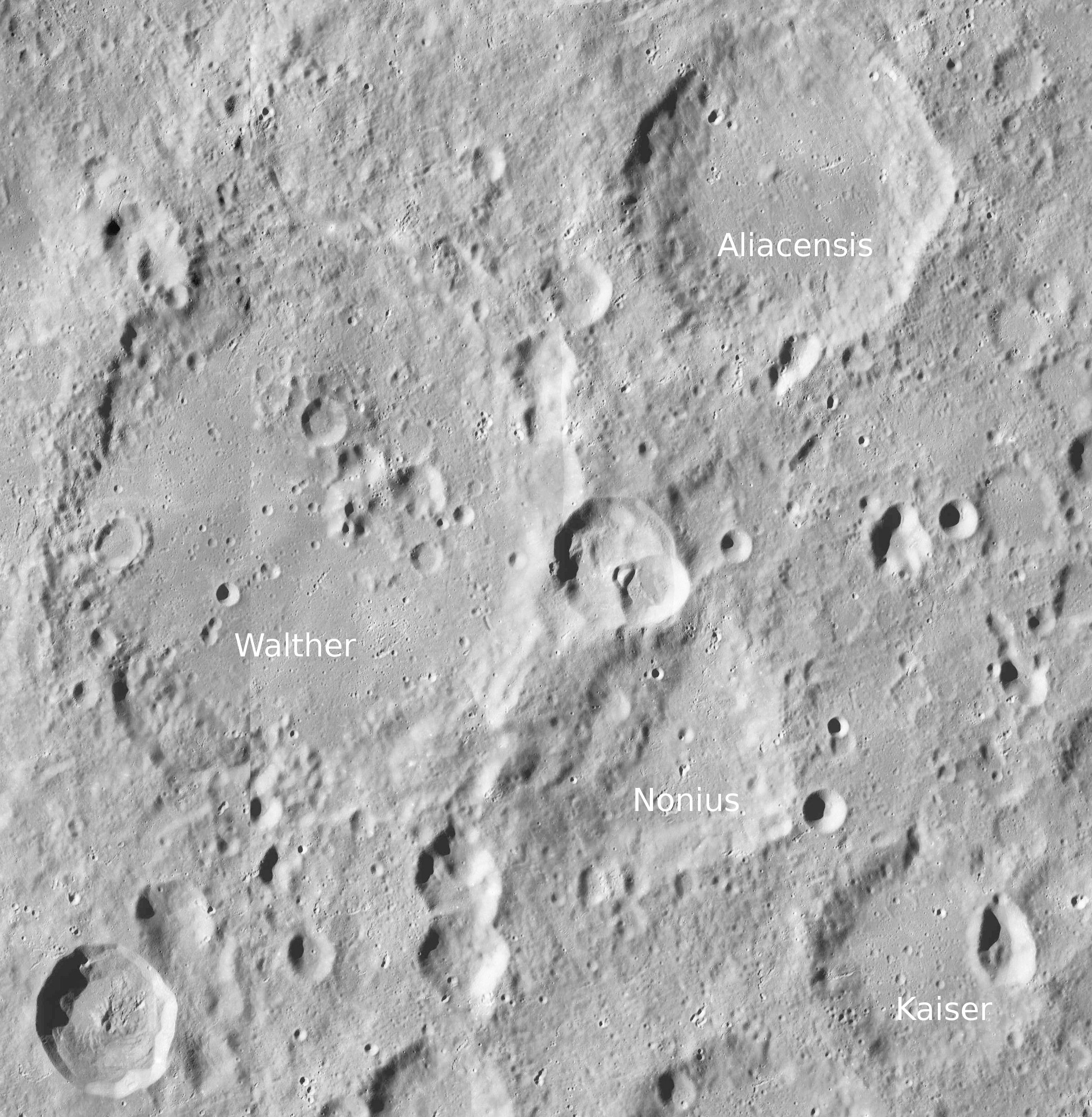
Околиці кратера Кайзер. Світлина Lunar Reconnaissance Orbiter

Найближчими сусідами кратера є кратер Нуніш на північному заході; кратер Гемма Фризій на сході північному сході; кратер Мавролік на південному сході і кратер Фернель на південному заході.
Селенографічні координати центру кратера 36°29′ пд. ш. 6°29′ сх. д. / 36.49° пд. ш. 6.48° сх. д., діаметр 53,2 км, глибина 1060 м.
Кратер Кайзер має полігональну форму і зазнав значних руйнувань за час свого існування. Вал згладжений, східна частина валу перекрита декількома кратерами, зокрема видовженим сателітним кратером Кайзер A, південна частина валу практично повністю зруйнована. Висота валу над навколишньою місцевістю сягає 1140 м, об'єм кратера становить 2191 км3. Дно чаші є рівним, поцятковане безліччю дрібних кратерів та не має примітних структур.

## Сателітні кратери

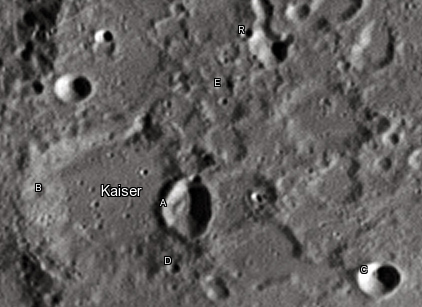
Світлина Девіда Кемпбелла

| Кайзер | Координати                                              | Діаметр, км |
| ------ | ------------------------------------------------------- | ----------- |
| A      | 36°22′ пд. ш. 7°17′ сх. д. / 36.37° пд. ш. 7.28° сх. д. | 19,5        |
| B      | 36°38′ пд. ш. 5°32′ сх. д. / 36.64° пд. ш. 5.53° сх. д. | 6,1         |
| C      | 36°36′ пд. ш. 9°38′ сх. д. / 36.6° пд. ш. 9.63° сх. д.  | 12,1        |
| D      | 37°05′ пд. ш. 7°22′ сх. д. / 37.08° пд. ш. 7.37° сх. д. | 4,2         |
| E      | 34°56′ пд. ш. 7°08′ сх. д. / 34.94° пд. ш. 7.14° сх. д. | 5,4         |
| R      | 34°20′ пд. ш. 7°10′ сх. д. / 34.33° пд. ш. 7.16° сх. д. | 3,4         |